# III. Fliegerkorps
Le III. Fliegerkorps   (3e Corps aérien) a été l'un des principaux Corps de la Luftwaffe allemande durant la Seconde Guerre mondiale.
Il a été formé en novembre 1939 à partir de la 3. Flieger-Division. Ce Corps a été très éphémère, car il a été, aussitôt sa création, subordonné à la Luftflotte 4 sous l'appellation General der Luftwaffe zur besonderen Verwendung (zur besonderen Verwendung ou z.b.V. = à emploi particulier). 